# خديجة محمد ديري
خديجة محمد ديري (بالصومالية: Khadiijo Maxamed Diiriye)‏ (1949 - 2023) سياسية صومالية شغلت منصب وزيرة المرأة وحقوق الإنسان في الصومال في الفترة ما بين 2014 و 2015، ومنصب وزيرة الشباب والرياضة في حكومة حسن علي خيري.

## وزيرة المرأة وحقوق الإنسان

### التعيين
في 17 يناير 2014 عينها رئيس الوزراء الصومالي عبد الولي شيخ أحمد، وزيرة للمرأة وحقوق الإنسان خلفا للوزيرة مريم قاسم أحمد.

### قمة لندن
في يونيو 2014 شاركت خديجة في قمة عالمية حول المرأة في لندن نيابة عن الحكومة الفيدرالية الصومالية، وعرضت في القمة خطة عمل وطنية جديدة أطلقتها الحكومة الصومالية لمكافحة الإعتداءات الجنسية، بالاشتراك مع الولايات الفيدرالية، ومكونات المجتمع المدني المحلية.

### خطة العمل الوطنية
في أغسطس 2014 أعلنت الوزيرة خديجة أن وزارة المرأة وحقوق الإنسان انتهت من إعداد خطة عمل وطنية جديدة لتعزيز حقوق الإنسان في الصومال، وتحقيقا لهذه الغاية، أشارت إلى أن مكتبها بصدد وضع اللمسات الأخيرة على سياسة وطنية لحماية الطفل، بدعم من بعثة الاتحاد الأفريقي في الصومال، كما أن السلطات الصومالية تعمل على مواءمة قوانين البلد مع الاتفاقيات الإقليمية والدولية لحقوق الإنسان، بجانب ذلك أكدت الوزيرة أن الحكومة الفيدرالية الصومالية ستصدق على الميثاق الأفريقي لحقوق ورفاهية الطفل.
وكجزء من هذه المبادرة، نظمت وزارة المرأة وحقوق الإنسان في ديسمبر 2014 حملة توعية عامة في العاصمة الصومالية مقديشو حول أهمية حقوق الإنسان وسبل ضمان حمايتها،  كما أعلنت الانتهاء من تقديم مسودة قانون جديد لتعزيز حقوق الإنسان لمجلس النواب.

#### نهاية فترتها الأولى
في 27 يناير 2015 شكّل رئيس الوزراء عمر شارماركي حكومة جديدة تضمنت سهرة محمد علي سمتر وزيرة للمرأة خلفا للوزيرة خديجة محمد ديري.

## وزيرة الشباب والرياضة
شغلت خديجة محمد ديري منصب وزيرة الشباب والرياضة في حكومة حسن علي خيري في الفترة ما بين 21 مارس 2017 و 20 أكتوبر 2020

## وزيرة الإغاثة وإدارة الكوارث
عُينت خديجة وزيرة للإغاثة وإدارة الكوارث في حكومة محمد حسين روبلي

## وزيرة المرأة وحقوق الإنسان
عُينت خديجة وزيرة للمرأة وحقوق الإنسان في حكومة حمزة عبدي بري في 2 أغسطس 2022 وشغلت المنصب حتى وفاتها، وخلفها في المنصب بشير محمد جامع.

## وفاتها
أُعلن عن وفاتها في يوم الأربعاء 20 ديسمبر 2023 في جيبوتي لدى مشاركتها في مؤتمر هيرتيج السنوي ضمن وفد حكومي بقيادة رئيس الوزراء الصومالي حمزة عبدي بري، وأفادت تقارير بمعاناتها مع المرض خلال الأيام التي سبقت وفاتها.